# Приборкувачка тигрів
«Приборкувачка тигрів» (рос. «Укротительница тигров») — радянський фільм Надії Кошеверової та Олександра Івановського 1954 року, знятий на кіностудії «Ленфільм».

## Сюжет
Олена Воронцова мріє про кар'єру циркової артистки, але спершу отримує посаду асистентки Федора Єрмолаєва в його номері «стрибок на мотоциклі під куполом цирку». Тим часом в цирку відкривається вакансія дресувальника тигрів. Керівництву давно набридли капризи Казимира Алмазова, який вважав себе незамінним. Несподівано Олена погоджується увійти до клітки до хижаків і стати дресувальницею. Це стає повною несподіванкою для таємно закоханого у свою асистентку Єрмолаєва.

## Акторський склад
- Глікерія Богданова-Чеснокова — Марія Михайлівна
- Леонід Биков — Петя Мокін
- Павло Кадочников — Федір Єрмолаєв
- Людмила Касаткіна  — Олена (Лєна) Воронцова
- Анатолій Королькевич — Могікан, ілюзіоніст
- Маргарита Назарова, дублерка Касаткіної Л. І.
- Олександр Орлов — Василь Васильович Воронцов
- Тетяна Пельтцер — Еммі Степанівна Воронцова
- Костянтин Сорокін — Ферапонт Ілліч, головний бухгалтер
- Павло Суханов — Микита Антонович, директор цирку
- Микола Трофимов — Мишкін, редактор стінгазети
- Єлизавета Уварова — Марія Іванівна, буфетниця
- Ніна Ургант — Олечка
- Сергій Філіппов — Казимир Алмазов, приборкувач

## В епізодах
- Петро Лобанов — дядя Вася, капітан буксира
- Михайло Іванов — гітарист на буксирі
- Маргарита Назарова — дресувальниця, дублер Людмили Касаткіної в сценах з тиграми
- В. Цвітков
- Микола Трофимов — Мишкін, редактор стінгазети
- Сергій Карнович-Валуа — диригент циркового оркестру(в титрах не вказаний)
- Тетяна Оппенгейм — епізод (в титрах не вказаний)
- Єлизавета Уварова — Марія Іванівна, буфетниця (в титрах не вказаний)

## Знімальна група
- Сценарій:
  - Климентій Мінц
  - Євгеній Помєщиков
- Режисери:
  - Надія Кошеверова
  - Олександр Івановський
- Художники-постановники:
  - Семен Мандель
  - Абрам Векслер
- Композитор: Мойсей Вайнберг
- Оператор: Аполлінарій Дудко
- Звукорежисер: Олександр Беккер

## Відео
На початку 1990-х фільм випущений на відеокасетах VHS кінооб'єднання «Крупний план». Також в 1990-і роки фільм випущений на VHS студією 48 годин, перевипущена у 2000 році студією «Ленфільм Відео».